# Canal de l'Escaut
Le canal de l'Escaut ou Escaut canalisé est une section canalisée de l'Escaut sur 63 km partant de Cambrai (jonction avec le canal de Saint-Quentin) à Mortagne-du-Nord sur la frontière franco-belge. Au-delà de Mortagne, l'Escaut poursuit son parcours jusqu'à Gand et la Mer du Nord. À son point de départ le canal est à la cote 44,91 m, et à la cote 13,29 m à son extrémité française[pas clair].  

## Présentation

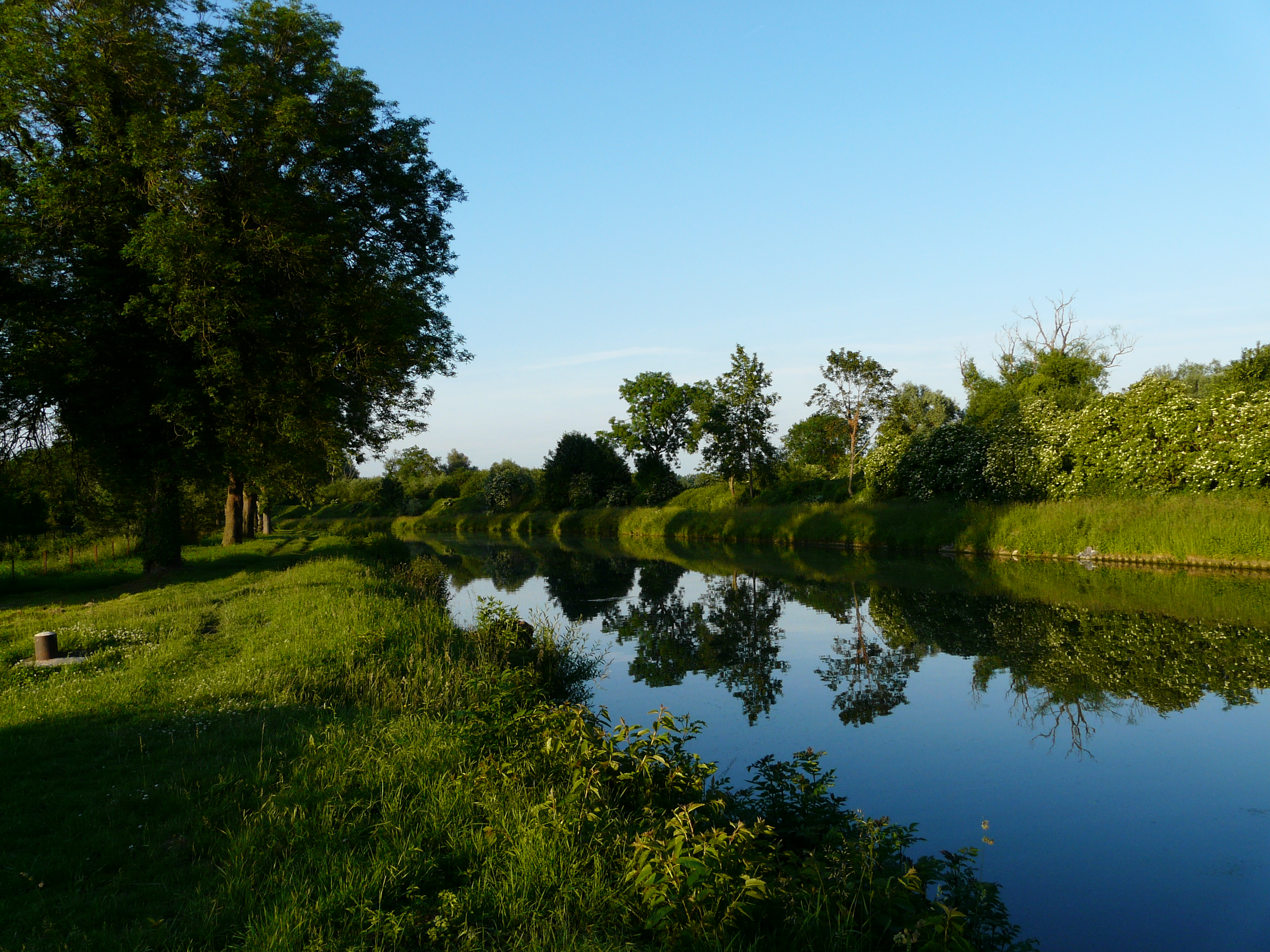
Le canal à Ramillies, au nord de Cambrai.

Ce parcours comprend deux sections différentes :
- de Cambrai à Bouchain le canal est au gabarit Freycinet et comporte 5 écluses ;
- de Bouchain à Mortagne le canal est à « grand gabarit » et représente une section de la liaison Dunkerque-Escaut. Cette section comportait 11 écluses avant la mise à grand gabarit, et n'en comporte plus que 6 aujourd'hui (Pont-Malin, Denain, Trith-Saint-Léger, Valenciennes/Folien, Bruay-sur-Escaut, Fresnes-sur-Escaut).

L'Escaut fut canalisé entre Cambrai et Bruay-sur-l'Escaut entre 1772 et 1784. 